# Shh (låt av Theo Evan)
Shh är en låt framförd av den cypriotiske sångaren Theo Evan. Låten, som är skriven av Dimitris Kontopoulos, Elke Tiel, Elsie Bay, Lasse Nymann och Linda Dale, representerade Cypern i Eurovision Song Contest 2025 i Basel i Schweiz, men gick inte vidare till final.